# Richie Hawtin
Richard Michael Hawtin, detto Richie, noto anche con lo pseudonimo di Plastikman (Banbury, 4 giugno 1970), è un musicista e disc jockey canadese.
Può essere inserito nella seconda ondata di musicisti Techno che ha investito il mercato nella prima metà degli anni novanta.
È spesso conosciuto come Plastikman, alias che ha smesso di vestire dalla metà del 2000 per poi riprenderlo nel 2010. Lo stile di questo musicista è noto per l'ampio uso di strumenti molto avanzati di miscelazione del suono che danno alle sue esecuzioni dal vivo sonorità sempre molto particolari. Nel maggio del 1990 insieme a John Acquaviva ha creato l'etichetta Plus 8 che tuttora gestisce, nel 1998 invece ha lanciato la Minus con cui presenta i suoi lavori personali. Dal 2012 ha dato il via al tour "ENTER".
Per ventuno anni (di cui diciotto consecutivi) è apparso nella classifica Top100Djs della rivista Dj Magazine con il piazzamento più alto al n°12 nel 2005.

## Biografia
Hawtin è nato a Banbury, Oxfordshire, Inghilterra, ma si trasferì all'età di nove anni a LaSalle, in Ontario (un borgo di Windsor) che si trova molto vicino a Detroit, la patria della techno. Suo padre lavorava alla General Motors come tecnico robotico ed era fan della musica elettronica, perciò fece conoscere molto presto a suo figlio Kraftwerk e Tangerine Dream. Richie ha un fratello di nome Matthew che è un artista visuale e un DJ di musica ambient. Hawtin frequentò la Sandwich Secondary High School a LaSalle. Cominciò a fare il dj in discoteca a Detroit all'età di 17 anni e all'inizio il suo stile era un mix tra musica house e techno.
Con il Dj canadese John Acquaviva nel 1990 creò l'etichetta Plus 8 per pubblicare le proprie tracce sotto il nome di F.U.S.E. Visse per parte del 2002 e del 2003 a New York e quando si trasferì a Berlino disse: "Ho sempre voluto trasferirmi in Europa. Avevo bisogno di un posto che fosse d'ispirazione e dove ci fossero artisti e musicisti in quel modo, un posto in cui puoi ancora sperimentare con la musica e con la vita. Berlino è così liberale in così tanti diversi modi; C'è una fantastica scena clubber, c'è un grande sviluppo dei software tecnologici, ci sono così tante risorse qui."

## Carriera
Fin dall'età di 15 anni Richie frequenta i club di Detroit, mostrando così fin da giovanissimo il suo interesse per la musica elettronica. Il suo modello in quel periodo era Jeff Mills, già noto dj negli anni 80, aveva una rubrica su una radio di Detroit ed ottenne la definitiva consacrazione negli anni novanta e duemila. I suoi primi lavori risalgono al 1990, soprattutto sotto lo pseudonimo di Plastikman, che non è l'unico soprannome dell'artista canadese che nel tempo si è presentato al pubblico sotto vari nomi (oltre il già citato Plastikman si possono elencare i seguenti: F.U.S.E, Concept 1, Circuit Breaker, The Hard Brothers, Hard Trax, Jack Master, e UP!). Dal 1993 l'artista ha prodotto diversi album in studio, ma per comprendere meglio lo stile di questo musicista bisogna ascoltare i suoi album live registrati in giro per il mondo, come la M_nus Label Night, spettacolo registrato il 15 agosto 2007 al Cocoricò di Riccione o a Roma al Palazzo dei Congressi alla serata M_nus Contakt, il tour della famosa casa discografica, organizzata dal festival romano Dissonanze.

## Critiche
Nel 1995, in un articolo pubblicato da The Wire il compositore e musicista elettronico Karlheinz Stockhausen recensì l'album Sheet One di Hawtin. Stockhausen criticò Hawtin per l'uso di ritmi africani ripetitivi ("African rhythm: duh-duh-dum, etc.") e suggerì all'artista di ascoltare la sua composizione del 1959, Zyklus für einen Schlagzeuger (Ciclo per un percussionista) per ascoltare un interessante esempio di ritmi non metrici e non periodici. Stockhausen disse che aveva capito l'uso di tali ritmi come effetto speciale per il ballo e per il pubblico, in modo da dare un'idea di sogno lontano con tali ripetizioni, ("special effect for dancing bars, or wherever it is, on the public who like to dream away with such repetitions") ma ha anche messo in guardia dall'eccesso di tali suoni affermando che il pubblico lo abbandonerà immediatamente per qualcos'altro, se un nuovo tipo di droga musicale sarà in vendita ("the public will sell him out immediately for something else, if a new kind of musical drug is on the market.")

## Discografia

### Come F.U.S.E.
- 1991 - Substance Abuse
- 1993 - Dimension Intrusion

### Come Plastikman
- 1993 - Sheet One
- 1994 - Musik
- 1994 - Recycled Plastik
- 1998 - Consumed
- 1998 - Artifakts [bc]
- 2003 - Closer
- 2014 - EX

### Come Richie Hawtin
- 1998 - Concept 1 96 VR
- 1998 - Concept 1 96 CD
- 1999 - Decks, EFX & 909
- 2001 - DE9: Closer to the Edit
- 2002 - Sound of the Third Season (con Sven Väth)
- 2004 - Richie Hawtin and Ricardo Villalobos Live at the Robert Johnson
- 2005 - DE9 | Transitions
- 2006 - DE9 lite: Electronic Adventures (Produced with MixMag)
- 2007 - Minus Orange 1 Decks, EFX & 909
- 2008 - Sounds From Can Elles
- 2011 - Plastikman Arkives releases 1993
- 2015 - From My Mind to Yours